# Emirato de Afganistán (1823-1926)
El Emirato de Afganistán (en pastún: د افغانستان امارت‎, Da Afghānistān Amārat ) fue un emirato entre Asia Central y Asia Meridional. El emirato surgió del Imperio durrani, cuando Dost Mohammed Khan, fundador de la dinastía Barakzai en Kabul, prevaleció. La historia del Emirato estuvo dominada por el "Gran Juego" entre el Imperio ruso y Reino Unido por la supremacía en Asia Central. Este período se caracterizó por la expansión de los intereses coloniales europeos en el sur de Asia. El Emirato de Afganistán continuó la guerra con el Imperio Sikh, que llevó a la invasión de Afganistán por parte de las fuerzas indias lideradas por los británicos que no lograron sus objetivos de guerra. Sin embargo, durante la segunda guerra anglo-afgana, los británicos nuevamente lucharon contra los afganos y esa vez tomaron el control de los asuntos exteriores de Afganistán hasta que el emir Amanulá Khan los recuperó después de firmar el Tratado anglo-afgano de 1919 posterior a la tercera guerra anglo-afgana.

## Historia
Años después del establecimiento de los Emiratos en 1837, los intereses rusos y británicos estaban en conflicto entre Muhammad Shah de Irán y Dost Mohammed Khan, provocando la primera guerra anglo-afgana, entre 1839 y 1842. Durante la guerra, Gran Bretaña ocupó el país, en un esfuerzo por evitar que Afganistán quedara bajo control ruso y frenar la expansión rusa. La guerra terminó con una victoria provisional para Reino Unido, que, sin embargo, tuvo que retirarse para que Dost Mohammed llegara al poder nuevamente.
Tras la muerte de Dost Mohammed en 1863, fue sucedido por su hijo, Sher Ali Khan. Sin embargo, tres años después, su hermano mayor, Mohammad Afzal Khan, lo derrocó. En 1868, Mohammad Afzal Khan fue derrocado y reemplazado como emir por Sher Ali, quien regresó al Trono. Sher Ali estuvo exiliado dos años en Rusia. Su regreso como emir provocó nuevos conflictos con Gran Bretaña. Posteriormente, los británicos marcharon el 21 de noviembre de 1878 a Afganistán y el emir Sher Ali se vio obligado a huir de nuevo a Rusia, pero murió en 1879 en Mazar-i-Sharif. Su sucesor, Mohammad Yaqub Khan, buscó soluciones para la paz con Rusia y les dio mayor participación en la política exterior de Afganistán. Entre tanto, firmó el Tratado de Gandamak con los británicos el 26 de mayo de 1879, cediendo únicamente el control de los asuntos exteriores de Afganistán al Imperio Británico. Sin embargo, cuando el enviado británico Sir Louis Cavagnari fue asesinado en Kabul el 3 de septiembre de 1879, los británicos se ofrecieron a aceptar a Abdur Rahman Khan como emir. Los británicos concluyeron un tratado de paz con los afganos en 1880 y se retiraron de nuevo en 1881 de Afganistán. En 1893, los británicos obligaron a Afganistán a acceder a la línea Durand, que aún se encuentra en la zona de asentamiento de los pastún, y anexar aproximadamente un tercio de Afganistán a la India británica.
Al terminar la guerra, el emir Abdur Rahman Khan reformó y reprimió numerosos levantamientos. Después de su muerte en 1901, fue sucedido por su hijo Habibulá Khan, que continuó las reformas. En la Primera Guerra Mundial, Afganistán se mantuvo, a pesar de los esfuerzos alemanes y otomanos, neutral (Expedición Niedermayer-Hentig). En 1919, Habibulá Khan fue asesinado por opositores políticos.
En 1919, Amanulá Khan, hijo de Habibulá Khan, estuvo en contra del aparente heredero legítimo Nasrullah Khan, por entonces emir de Afganistán. Poco después estalló otra guerra que duró tres meses. Esta guerra terminó con el Tratado de Rawalpindi, después del cual, los afganos pudieron reanudar el derecho a dirigir sus propios asuntos exteriores como un estado totalmente independiente. Amanulá Khan comenzó la reforma del país y se coronó en 1926 Padshah (rey) de Afganistán, fundando el Reino de Afganistán.